# Џексон Кери Френк
Џексон Кери Френк (Бафало, 2. март 1943 — Грејт Барингтон, 3. март 1999) био је амерички фолк музичар. Објавио је свој први и једини албум 1965. године, кога је продуцирао Пол Сајмон. Након објављивања албума, Френку је, уз бујицу проблема личне природе, дијагностикована шизофренија и депресија, што је спречило даљи развој његове каријере.
Френк је последње године свог живота провео као сиромах и бескућник, све до своје смрти 1999. године. Усмртила га је упала плућа.
Иако је објавио само један албум, његов утицај на следеће нараштаје уметника био је значајан. Многи певачи и текстописци, попут Пола Сајмона, Сенди Дени, Берта Јанша и Ника Дрејка, били су инспирисани Френком. Часопис Ролинг стоун у једном чланку Џексона је назвао "једним од најбољих заборављених текстописаца".

## Биографија

### Детињство и младост
Џексон Кери Џоунс рођен је 2. марта 1943. године у Буфалу, држава Њујорк. Био је једини син Мерилин Рошефорт Џоунс и Џека Џоунса, пилота. Касније је преузео презиме свог очуха, Елмера Френка, војника.
Марта 23. 1954. године, када је Френк имао 11 година, пећ је експлодирала у школи коју је похађао. Пожар је усмртио петнаесторо његових вршњака, укључујући и Марлин д' Понт (Френкова тадашња девојка), о којој ће он касније написати песму "Марлин". Френк је преживео, али је 50% његовог тела задобило опекотине. Траума од опекотина оштетила је његову паратироидну жлезду, резултирајући у нерегулисаном груписању калцијума у телу што је узроковало озбиљне проблеме са зглобовима.
Док је био у болници његов наставник, Чарли Кастели, купио је Френку акустичну гитару. На Френков развитак као музичара утицао је Елвис Присли. 1957. године отпутовао је у Мемфис са својом мајком, како би присуствовао Елвисовом концерту.

### Албум
Његов албум из 1965. године, Џексон К. Френк, продуцирао је Пол Сајмон, док су њих двојица живјели у Енглеској, бавећи се растућом локалном фолк сценом. Френк је био толико стидљив током снимања, чак је тражио да буде заштићен екранима, како га Пол Сајмон, Арт Гарфункел и Ал Стујарт не би могли видети, тврдећи "Не могу да свирам. Гледаш у мене. " Најпознатија стаза са снимања "Блуз рун д гејм (Блуз управља игром)" су јавно изводили Сајмон и Гарфункел, а касније и Виз Џоунс, Коунтинг Кроус, Џон Мејер, Колин Мелој, Берт Јанш, Еди Ридер, Лаура Марлинг и Робин Пекнолд, док је Ник Дрејк снимио извођење приватно. Још једна песма "Милк енд хони (Мед и млеко)" појавила се у филму Винсента Галоа, а изводили су је Ник Драке и Сенди Дени, са којом се неко време забављао. Током свог односа, Џексон је убеђивао Сенди да се одрекне своје професије медицинске сестре како би се посветила музици у потпуности.
Иако је у почетку Френк добро примљен у Енглеској, 1966. године ствари су кренуле нагоре, укључујући и је његово ментално здравље. Истовремено снашла га је пишчева блокада. Пошто му је осигурање било сведено на минималну цифру, одлучио је да се врати у Сједињене Државе на две године. Када се вратио назад у Енглеску 1968. године, својим пријатељима је изгледао као другачија особа. Његова депресија погоршала се и потпуно је изгубио оно мало самопоуздања које је некада поседовао. Ал Стујарт се присетио да:
"Он (Френк) се распадао испред наших очију. Његов стил, који су сви волели, била је меланхолија. Почео је да пише ствари које су потпуно несмислене. Оне су у основи биле пуне узнемирености, бучне и напете. Не сећам се ни једне речи тих песама, једноставно није то био Френк. Постојала је једна критика која је казивала да је Џексону место на психијатријском каучу."

### Вудсток
Док је био у Вудстоку, оженио се са Елејн Седвик, бившом манекенком из Енглеске. Имали су сина, а касније кћерку Ангелину. Након што је његов син умро од цистичне фиброзе, Френк је запао у још већу депресију и морао је бити смештен у менталну институцију. До раних седамдесетих година Френк је почео да тражи помоћ од пријатеља. Године 1975. Карл Далас је написао ентузијастичну репортажу у британском недељном музичком листу Мелоди Мејкер, а 1978. године Френков албум је поново објављен као "Џексон Френк Аген (Џексон Френк Поново)".

### Каснији живот и смрт
Френк је живео с родитељима у Елми, у Њујорку неколико година почетком осамдесетих. 1984. године његова мајка, која је била у болници за операцију на отвореном срцу, вратила се кући и Френк је нестао без напомене или адресе. Френк је отишао у Њујорк у очају да пронађе Пола Сајмона, али је завршио као бескућник и спавао је на тротоару. За то време се нашао у различитим психијатријским установама и изван њих.
Френк се лечио. Боловао је од параноидне шизофреније, дијагнозе коју је сам Френк негирао - тврдио је да је патио од депресије узроковане траумом коју је доживео као дете.
Френк је умро од упале плућа и срчаног застоја у Грејт Барингтону, у Масачусетсу, 3. марта 1999. године, у 56. години живота.

## Дискографија

### Студијски албуми
- Jackson C. Frank (Џексон К. Френк) (1965)

### Поновна објављиваља и компилација
- Jackson Again, vinyl 1978, CD 1996, vinyl& CD 2001, 2 CD 2003
- Blues Run the Game (Блуз управља игром) (2003) 2 CD
- Forest of Eden (Шума Еденског врта) (2013)
- Jackson C. Frank (2014)
- Fixin to Die (Намештаљка за умрети) (2014)
- Jackson C. Frank : The Complete Recordings (2015)